# Viktoriya Slivko
Viktoriya Alexandrovna Slivko –en ruso, Виктория Александровна Сливко– (5 de mayo de 1994) es una deportista rusa que compite en biatlón.
Ganó cuatro medallas en el Campeonato Europeo de Biatlón, entre los años 2016 y 2020.

## Palmarés internacional
| Campeonato Europeo | Campeonato Europeo           | Campeonato Europeo | Campeonato Europeo  |
| Año                | Lugar                        | Medalla            | Prueba              |
| ------------------ | ---------------------------- | ------------------ | ------------------- |
| 2016               | Tiumén (Rusia)               | Medalla de oro     | Relevo de velocidad |
| 2018               | Val Ridanna (Italia)         | Medalla de plata   | Relevo mixto        |
| 2018               | Val Ridanna (Italia)         | Medalla de bronce  | Individual          |
| 2020               | Minsk-Raubichi (Bielorrusia) | Medalla de plata   | Relevo mixto        |